# Agustín Yáñez y Girona
Agustín Yáñez y Girona (Barcelona, 9 de marzo de 1789-Barcelona, 3 de mayo de 1857), fue un profesor, farmacéutico, naturalista y escritor español.

## Biografía
Nacido el 9 de septiembre de 1789 en Barcelona, cursó humanidades y filosofía en el seminario conciliar de dicha ciudad; química, matemáticas y botánica en las clases sostenidas por la Junta de Comercio de Cataluña. Fue discípulo de Canellas en la Real Academia de Ciencias Naturales y Artes.
Cursó la carrera de farmacia en el Real Colegio de San Victoriano de Barcelona. También acudió a las clases de la Lonja. En 1815 ingresó en la Academia de ciencias naturales. Dedicado a la docencia, en 1815 sustituyó en la cátedra al químico Carbonell.
Fue nombrado catedrático del Colegio de farmacia de Barcelona, y en 1822 se encargó de la cátedra en propiedad de mineralogía en la Universidad de 2.ª y 3.ª enseñanza, sin dejar su cátedra en el Colegio de Farmacia. En 1841 fue nombrado provisionalmente catedrático de física experimental en la Universidad literaria de Barcelona, en 1814 su vicerrector, en 1844 catedrático de Botánica y Zoología médica en la facultad de ciencias médicas, en 1845 catedrático de Farmacia de la Universidad a consecuencia del cambio de plan de estudios, en 1854 decano de esta Facultad, y en 1856 rector en comisión por fallecimiento de José Bertrán y Ros.
Desempeñó varios cargos públicos: fue varias veces juez de hecho en los delitos de imprenta, individuo de la Junta de vigilancia durante el sitio que sufrió Barcelona en 1823, en la misma fecha y en 1839 tuvo el cargo de alcalde segundo. En 1837 y 1840 ocupó el cargo de diputado de provincia.
Como miembro de número de la Real Academia de Ciencias Naturales y Artes, formó parte de varias comisiones y fue su vicedirector en 1838 y en 1839 director. Realizó estudios sobre la temperatura media anual de Barcelona, que comenzó en 1835 y cesó en 1849, además de estudios geológicos de la montaña de Montjuic, que dio a conocer en la Real Academia de Ciencias Naturales y Artes.
En 1820 publicó la obra Lecciones de historia natural explicadas en el colegio de Farmacia de Barcelona. De 1844 a 1845 dio a luz una nueva edición de esta obra, ampliada y reformada. En 1842 publicó un diccionario de historia natural y agricultura titulado Dios y sus obras, redactado según las obras de Buffon, Cuvier, Lacépède, Guerin y otros.
Estudió la lengua castellana y el Diccionario de la Real Academia, anotando sus deficiencias e inexactitudes. En el Periódico de la Sociedad de Cataluña (1821-1822) publicó dos memorias, una sobre la montaña de Montjuic y otra sobre varios fósiles de la Cuenca de Tremp. En el Diario General de Ciencias Médicas publicó varios artículos entre 1826 y 1830.
Fue socio de la Academia general de Córdoba, de las Sociedades Lineana de Narbona y París, del Instituto industrial de España, miembro asociado del círculo farmacéutico de Montpellier, corresponsal de la Academia de medicina y cirugía de Granada, de la de ciencias y letras de las Baleares, del colegio de farmacéuticos de Madrid y socio de mérito del Instituto farmacéutico aragonés, además de uno de los trece socios que restablecieron la Económica barcelonesa de Amigos del país en agosto de 1834, y que más propiamente pueden llamarse fundadores porque esta sociedad debida a Carlos III apenas había tenido vida hasta dicha época.
Falleció el 3 de mayo de 1857 en Barcelona. Años más tarde, se levantó, por suscripción pública, un monumento sepulcral en el cementerio de Barcelona al que se trasladaron los restos de Yañez, en una ceremonia celebrada el 28 de octubre de 1861. El monumento incluía su busto y debajo se leía Scientia tua ex me.